# Вир Кото
Вир Кото (на английски: Vir Cotto) е измислен герой от научнофантастичния сериал Вавилон 5. Той е дипломатическо аташе на посланик Молари през петте сезона на сериала. Вир произхожда от известен благороднически род на Сентари Прим. Тъй като семейството му е разочаровано от него, те го изпращат на непрестижната в Републиката длъжност на станцията Вавилон 5. В началото Вир е предимно хумористичен герой, но впоследствие значимостта на ролята се засилва и предвещава славното бъдеще, което очаква верния приятел на Лондо.
- Известна реплика на героя:

„Мордън: Ти не ме харесваш, нали Вир? Какво искаш?

Вир: Искам само да живея достатъчно дълго, за да присъствам, когато отсекат главата Ви и я забодат на копие като предупреждение за следващите десет поколения, че някои услуги понякога излизат твърде скъпо. Искам да гледам безжизнените Ви очи и да ви махам с ръка. Могат ли сътрудниците Ви да уредят това, г-н Мордън?“